# British Academy Film Awards 1963
Die 16. Verleihung der British Academy Film Awards zeichnete die besten Filme von 1962 aus. Die Filmpreise wurden von der British Academy of Film and Television Arts (BAFTA) verliehen.
| Film                            | N | A |
| ------------------------------- | - | - |
| Lawrence von Arabien            | 5 | 4 |
| Die Verdammten der Meere        | 5 | 0 |
| Lieben kann man nur zu zweit    | 4 | 0 |
| Nur ein Hauch Glückseligkeit    | 4 | 0 |
| Das indiskrete Zimmer           | 3 | 1 |
| Noch nach Jahr und Tag          | 3 | 0 |
| Licht im Dunkel                 | 2 | 1 |
| Jules und Jim                   | 2 | 0 |
| Der Kriegsverweigerer           | 2 | 0 |
| Lola, das Mädchen aus dem Hafen | 2 | 0 |
| Phaedra                         | 2 | 0 |
| Spiel mit dem Schicksal         | 2 | 0 |
| Wie in einem Spiegel            | 2 | 0 |

## Preisträger und Nominierungen

### Bester Film
Lawrence von Arabien (Lawrence of Arabia) – Regie: David Lean
Botschafter der Angst (The Manchurian Candidate) – Regie: John Frankenheimer
Die Dame mit dem Hündchen (Dama s sobachkoy) – Regie: Iossif Jefimowitsch Cheifiz
Das indiskrete Zimmer (The L-Shaped Room) – Regie: Bryan Forbes
Jules und Jim (Jules et Jim) – Regie: François Truffaut
Der Korporal in der Schlinge (Le Caporal épinglé) – Regie: Jean Renoir
Letztes Jahr in Marienbad (L'Année dernière à Marienbad) – Regie: Alain Resnais
Licht im Dunkel (The Miracle Worker) – Regie: Arthur Penn
Lieben kann man nur zu zweit (Only Two Can Play) – Regie: Sidney Gilliat
Lola, das Mädchen aus dem Hafen (Lola) – Regie: Jacques Demy
Die nackte Insel (Hadaka no shima) – Regie: Shindō Kaneto
Noch nach Jahr und Tag (Une aussi longue absence) – Regie: Henri Colpi
Nur ein Hauch Glückseligkeit (A Kind of Loving) – Regie: John Schlesinger
Phaedra – Regie: Jules Dassin
Der Kriegsverweigerer (Tu ne tueras point) – Regie: Claude Autant-Lara
Die Verdammten der Meere (Billy Budd) – Regie: Peter Ustinov
West Side Story – Regie: Jerome Robbins und Robert Wise
Wie in einem Spiegel (Såsom i en spegel) – Regie: Ingmar Bergman

### Bester britischer Film
Lawrence von Arabien (Lawrence of Arabia) – Regie: David Lean
Das indiskrete Zimmer (The L-Shaped Room) – Regie: Bryan Forbes
Lieben kann man nur zu zweit (Only Two Can Play) – Regie: Sidney Gilliat
Nur ein Hauch Glückseligkeit (A Kind of Loving) – Regie: John Schlesinger
Die Verdammten der Meere (Billy Budd) – Regie: Peter Ustinov

### United Nations Award
Reach for Glory – Regie: Philip Leacock
Food or Famine – Regie: Unbekannt
Der Kriegsverweigerer (Tu ne tueras point) – Regie: Claude Autant-Lara

### Bester ausländischer Darsteller
Burt Lancaster – Der Gefangene von Alcatraz (Birdman of Alcatraz) 
Jean-Paul Belmondo – Eva und der Priester (Léon Morin, prêtre)
Franco Citti – Accattone – Wer nie sein Brot mit Tränen aß (Acattone)
Kirk Douglas – Einsam sind die Tapferen (Lonely Are the Brave)
George Hamilton – Licht auf der Piazza (Light in the Piazza)
Charles Laughton – Sturm über Washington (Advise & Consent)
Anthony Quinn – Lawrence von Arabien (Lawrence of Arabia)
Robert Ryan – Die Verdammten der Meere (Billy Budd)
Georges Wilson – Noch nach Jahr und Tag (Une aussi longue absence)

### Beste ausländische Darstellerin
Anne Bancroft – Licht im Dunkel (The Miracle Worker) 
Anouk Aimée – Lola, das Mädchen aus dem Hafen (Lola)
Harriet Andersson – Wie in einem Spiegel (Såsom i en spegel)
Melina Mercouri – Phaedra
Jeanne Moreau – Jules und Jim (Jules et Jim)
Geraldine Page – Süßer Vogel Jugend (Sweet Bird of Youth)
Natalie Wood – Fieber im Blut (Splendor in the Grass)

### Bester britischer Darsteller
Peter O’Toole – Lawrence von Arabien (Lawrence of Arabia) 
Richard Attenborough – Der große Knüller (The Dock Brief)
Alan Bates – Nur ein Hauch Glückseligkeit (A Kind of Loving)
James Mason – Lolita
Laurence Olivier – Spiel mit dem Schicksal (Term of Trial)
Peter Sellers – Lieben kann man nur zu zweit (Only Two Can Play)

### Beste britische Darstellerin
Leslie Caron – Das indiskrete Zimmer (The L-Shaped Room) 
Virginia Maskell – The Wild and the Willing
Janet Munro – Brennende Schuld (Life for Ruth)

### Bester/beste Nachwuchsdarsteller/-in
Tom Courtenay – Die Einsamkeit des Langstreckenläufers (The Loneliness of the Long Distance Runner) 
Mariette Hartley – Sacramento (Ride the High Country)
Ian Hendry – Live Now, Pay Later
Sarah Miles – Spiel mit dem Schicksal (Term of Trial)
Terence Stamp – Die Verdammten der Meere (Billy Budd)

### Bestes britisches Drehbuch
Robert Bolt – Lawrence von Arabien (Lawrence of Arabia) 
DeWitt Bodeen, Peter Ustinov – Die Verdammten der Meere (Billy Budd)
Geoffrey Cotterell, Ivan Foxwell – Tiara Tahiti
Bryan Forbes – Lieben kann man nur zu zweit (Only Two Can Play)
Willis Hall, Keith Waterhouse – Nur ein Hauch Glückseligkeit (A Kind of Loving)
Wolf Mankowitz – Walzer der Toreros (Waltz of the Toreadors)

### Bester Kurzfilm
La rivière du hibou – Robert Enrico
Lonely Boy – Wolf Koenig, Roman Kroitor
Pan – Herman van der Horst
Zoo – Bert Haanstra

### Bester Animationsfilm
The Apple – Regie: George Dunning
Four Line Conics – Regie: Trevor Fletcher
The Travelling Tune – Regie: Max Keuris

### Bester spezialisierter Film
Four Line Conics – Regie: Trevor Fletcher
What’s the Time? – Regie: Unbekannt